# Apanteles rufithorax
Apanteles rufithorax är en stekelart som beskrevs av Karl-Johan Hedqvist 1965. Apanteles rufithorax ingår i släktet Apanteles och familjen bracksteklar. Inga underarter finns listade i Catalogue of Life.